# (300161) 2006 VU131
(300161) 2006 VU131 es un asteroide perteneciente al cinturón de asteroides descubierto el 15 de noviembre de 2006 por el equipo del Spacewatch desde el Observatorio Nacional de Kitt Peak, Arizona, Estados Unidos.

## Designación y nombre
Designado provisionalmente como 2006 VU131.

## Características orbitales
2006 VU131 está situado a una distancia media del Sol de 3,188 ua, pudiendo alejarse hasta 3,551 ua y acercarse hasta 2,825 ua. Su excentricidad es 0,113 y la inclinación orbital 11,22 grados. Emplea 2079,32 días en completar una órbita alrededor del Sol.

## Características físicas
La magnitud absoluta de 2006 VU131 es 15,5. 